# Волощук Осип
О́сип Волощу́к (25 березня 1889, Львів — січень 1970, Нью-Йорк) — поручник УГА, нагороджений Хрестом УГА та Воєнним Хрестом, доктор права, адвокат в Раві-Руській.

## Життєпис
У Львові здобув початкову та середню освіту, студіював на правничому факультеті Львівського університету. На його сприйняття світу та формування національної свідомості вплинув його катехит отець-доктор Степан Юрик.
В 1913—1914 роках пройшов як однорічний доброволець обов'язкову військову службу — у Львові при 95-у піхотному полку австро-угорської армії.
В часі Першої світової війни — обозний старши́на, дослужився до поручника.
При постанні Листопадового чину негайно зголошується добровольцем до Української Галицької Армії, в її лавах відбув всю кампанію проти поляків і проти більшовиків. Був командантом складів обозного матеріалу та збірні коней в Тернополі, завданням збірні було постачати обозний матеріал для всього фронту.
При першому відступі УГА був командантом збірні коней та обозів в Іване-Пустому. У червні 1919 року стає організатором та командантом Армійського запасного обозу, який підпорядковувався Команді етапу армії.
Навесні 1920 року, коли польські збройні сили роззброїли залишки УГА, був інтернований в таборі у Тухолі на Помор'ї. Втікши звідти, опинився в Чехословаччині в таборі в Ліберці, згодом в Йозефові.
Закінчує правничі студії в університеті Праги, отримує ступінь доктора прав.
У березні 1923 року повертається додому, вступає на адвокатську практику у Львові. Складає адвокатський іспит, відкриває адвокатську практику в Немирові, згодом в Раві-Руській.
1939 року при наступі радянських військ емігрує до Братислави — там його брат Роман Волощук, доктор, колишній отаман УГА, займав посаду в міністерстві фінансів.
Після вбивства радянськими військовими його брата виїхав через Німеччину до США.
На еміграції — в США, входив до складу та був організаційним референтом Нью-Йоркського відділу Об'єднання бувших вояків-українців в Америці, довгі роки працював в Українському Народному Союзі.

## Джерело
- Доктор Осип Волощук [Архівовано 10 червня 2015 у Wayback Machine.]